# Феденко, Александр Александрович
Александр Александрович Феденко (род. 20 декабря 1970 года в Сумах) — украинский велогонщик, призёр Олимпийских игр в Сиднее 2000 года.
Выпускник факультета физической культуры Черкасского национального университета им. Б. Хмельницкого. Первый тренер — Кулик Александр Васильевич. Александр Феденко выступал за команду «Ликвигас-Пата» из Италии.
В 1997 году Феденко занял вторую строчку в командной гонке преследования на чемпионате мира в Перте, Австралия. В 1998 году на чемпионате мира в Бордо Феденко вместе с Александром Симоненко, Сергеем Матвеевым и Русланом Подгорным завоевал первое место в командной гонке преследования. В 2001 году он повторил это достижение вместе с Сергеем Чернявским, Александром Симоненко и Любомиром Полатайко на чемпионате мира в Антверпене.
На первых своих Олимпийских играх в Атланте спортсмен в составе сборной Украины в командной гонке преследования занял седьмое место. А на Играх в Сиднее вместе с Александром Симоненко, Сергеем Матвеевым и Сергеем Чернявским в командной гонке преследования завоевал серебряные награды.

### Награды
- Орден «За заслуги» III степени (06.10.2000)[2]